# Adunlikhit Saengdaeng
Adunlikhit Saengdaeng (thailändisch อดุลย์ลิขิต แสงแดง; * 27. April 2000), auch als Back bekannt, ist ein thailändischer Fußballspieler.

## Karriere
Adunlikhit Saengdaeng stand bis Sommer 2022 beim Drittligisten Pathumthani University FC in Ayutthaya unter Vertrag. Mit dem Verein spielte er neunmal in der Western Region Ende August 2022 wechselte er zum ebenfalls in der Western Region spielenden Lopburi City FC. Für den Verein aus Lopburi bestritt er zehn Drittligaspiele. Der Mahasarakham FC, ein Drittligist, der in der North/Eastern Region spielte, nahm ihn Ende Dezember 2022 unter Vertrag. Am Ende der Saison 2022/23 feierte er mit dem Verein die Meisterschaft der Region. In den Aufstiegsspielen zur zweiten Liga konnte man sich jedoch nicht durchsetzen. Die Saison 2023/24 wurde man Vizemeister der Region. In den Aufstiegsspielen belegte man den dritten Platz und stieg somit in die zweite Liga auf. In der zweiten Liga kam er für Mahasarakham nicht zum Einsatz. Anfang Januar 2025 wechselte er zu dem ebenfalls in der zweiten Liga spielenden Chainat Hornbill FC. Sein Zweitligadebüt für den Verein aus Chainat gab Saengdaeng am 9. März 2025 (28. Spieltag) im Heimspiel gegen den Chonburi FC. Bei der 1:3-Heimniederlage stand er in der Startelf und wurde in der 87. Minute gegen Thanayut Hamanee ausgewechselt.

## Erfolge
Mahasarakham FC
- Thai League 3 – North/East: 2022/23